# Coelosphaera natalensis
Coelosphaera natalensis är en svampdjursart som först beskrevs av James Barrie Kirkpatrick 1903.  Coelosphaera natalensis ingår i släktet Coelosphaera och familjen Coelosphaeridae. Inga underarter finns listade i Catalogue of Life.